# Volksentscheid über die Rekommunalisierung der Berliner Energieversorgung
Der Volksentscheid über die Rekommunalisierung der Berliner Energieversorgung fand am 3. November 2013 im Land Berlin über das gleichnamige Volksbegehren statt. Es strebte die Wiederüberführung des Berliner Stromnetzes in kommunalen Besitz (Rekommunalisierung) und die Gründung eines Stadtwerkes an. Das Berliner Stromnetz wird von der Stromnetz Berlin GmbH betrieben, die zum Zeitpunkt des Volksentscheids zu Vattenfall gehörte.
Der begehrte Gesetzentwurf ist in der Abstimmung unecht gescheitert und wurde aufgrund dessen nicht angenommen. Es stimmten zwar 83 Prozent der Abstimmungsteilnehmer mit Ja, jedoch wurde das Quorum von 25 Prozent aller Stimmberechtigten mit 24,1 Prozent knapp verfehlt. Damit fehlten 21.374 Ja-Stimmen für einen erfolgreichen Ausgang.
2021 kaufte das Land Berlin nach langen Verhandlungen die Stromnetz Berlin GmbH von Vattenfall zurück; die Anschaffungskosten wurden mit rund 2,14 Milliarden Euro angegeben.

## Hintergrund

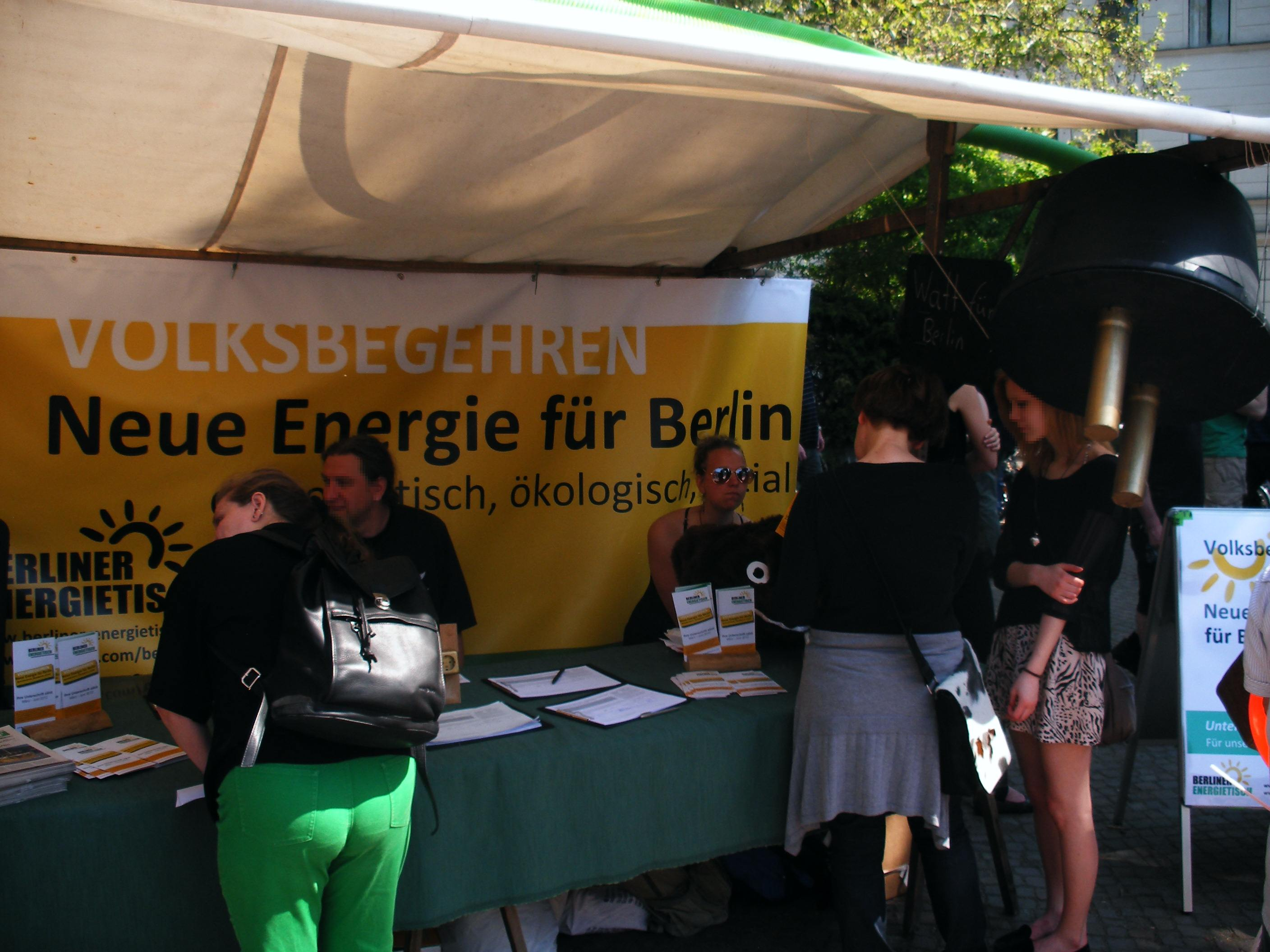
MyFest 2012: Berliner Energietisch sammelt Unterschriften für das Volksbegehren

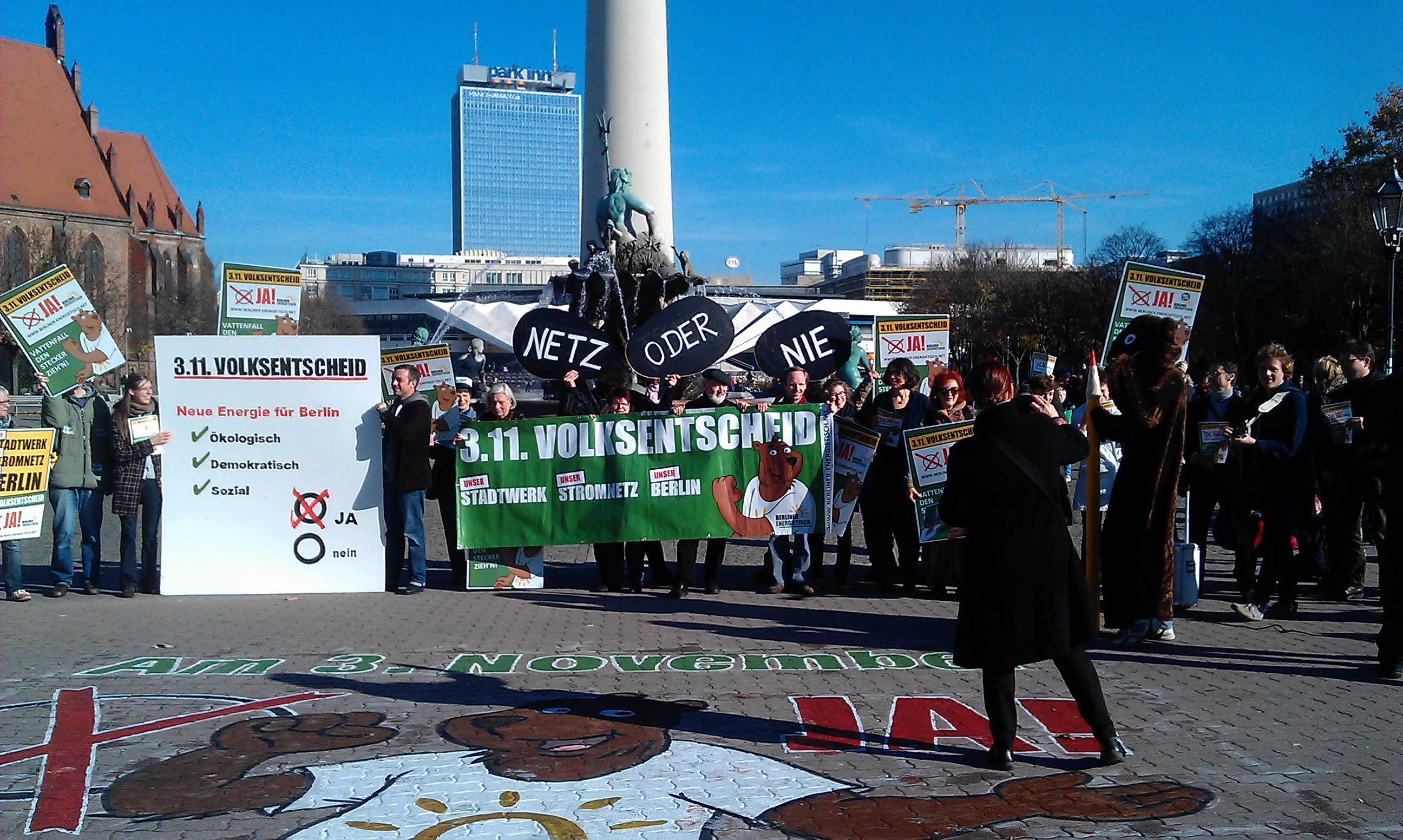
Abschlusskundgebung des Volksbegehrens „Neue Energie für Berlin“ am 31. Oktober 2013 am Neptunbrunnen vor dem Roten Rathaus

### Trägerschaft
Ein Bündnis von rund 50 Organisationen, der Berliner Energietisch, trägt das ursprüngliche Volksbegehren und den anstehenden Volksentscheid. Dazu gehören unter anderem die Berliner Sektionen von Attac, dem Bund für Umwelt und Naturschutz Deutschland, der Grünen Liga, der Volkssolidarität und der Gewerkschaft Erziehung und Wissenschaft sowie lokale Organisationen wie der Berliner Mieterverein, die Berliner MieterGemeinschaft und die in der Interventionistischen Linken organisierte Gruppe Für eine linke Strömung. Das Bündnis versteht sich als parteiunabhängig, es wird allerdings von den Berliner Verbänden von SPD, Grünen, Linken, Piraten und ÖDP unterstützt.
Die Träger führen als Begründung an, dass dem Klimawandel bisher noch nicht wirksam begegnet werden konnte. Deshalb sei eine grundlegende Energiewende sowohl bei der Energieerzeugung als auch beim Verbrauch erforderlich. Dies müsse sozial verträglich geschehen, da bei steigenden Energiepreisen auch die Energiearmut zunehme. Nach den negativen Erfahrungen mit der Teilprivatisierung der Landesbank Berlin und der Berliner Wasserbetriebe halten die Träger außerdem ein hohes Maß an demokratischer Kontrolle für notwendig.

### Vorgeschichte und Volksbegehren
1997 verkaufte das Land Berlin seine Mehrheit von zuletzt 50,7 Prozent an dem städtischen Elektrizitätsversorgungsunternehmen Bewag an ein Industriekonsortium. Nach mehreren Weiterverkäufen ist die Bewag in Vattenfall aufgegangen. Das operative Geschäft wurde ausgegliedert und in einem zweiten Schritt aufgeteilt. Das Berliner Verteilnetz wurde auf die Vattenfall Europe Distribution Berlin GmbH übertragen, Kundenservice und Vertrieb wurden auf zwei Gesellschaften mit Sitz in Hamburg übertragen.
Im Sommer 2011 bildete sich der Berliner Energietisch nach dem erfolgreichen Vorbild des Berliner Wassertisches mit dem Ziel, die Stromversorgung in Berlin nach demokratischen, ökologischen und sozialen Kriterien zu organisieren. 2012 nahm die Initiative die formalen Hürden für die Einleitung eines Volksbegehrens: Unter dem damaligen Titel Neue Energie für Berlin – demokratisch, ökologisch, sozial wurden bis zum 3. Juli 30.660 gültige Unterschriften gesammelt. In einer Stellungnahme vom 14. August äußerte der Berliner Senat inhaltliche Bedenken, rechtliche Einwände gegen die Zulässigkeit wurden aber nicht erhoben. Nachdem das Abgeordnetenhaus zu dem Vorhaben nicht innerhalb der gesetzlichen Frist Stellung genommen hatte, beantragte die Initiative die Durchführung des Volksbegehrens. Dabei wurde der Titel des Volksbegehrens zu dem heutigen geändert.
Am 25. Januar 2013 wurde das Volksbegehren im Amtsblatt für Berlin bekannt gemacht. Vom 11. Februar bis 10. Juni 2013 musste die Initiative etwa 174.000 gültige Unterschriften sammeln. Das Volksbehren war erfolgreich, da bis zum Ende der Eintragungsfrist 271.496 Unterschriften zusammenkamen; davon waren 227.748 gültig.
Nach erfolgreichen Volksbegehren wurde der Termin für den Volksentscheid auf den 3. November 2013 gesetzt, obwohl eine Zusammenlegung des Volksentscheids mit der Bundestagswahl am 22. September 2013 möglich gewesen wäre. Der Energietisch als Initiator des Volksbegehrens äußerte die Vermutung, der Senat hoffe, dass der Volksentscheid auf diese Weise am Zustimmungsquorum scheitern werde.
Parallel zum Volksbegehren und dem Volksentscheid strengte der Senat die Gründung eines Stadtwerkes an (jedoch nicht auf den vom Energietisch gewünschten Grundlagen) und kündigte an, auch bei der Ausschreibung für die Konzession des Strom- und Gasnetzes konkurrieren zu wollen, sowohl als reiner Eigenbewerber als auch als Kooperationspartner für mögliche Drittbewerber. Am 24. Oktober, nur zehn Tage vor dem Volksentscheid, beschloss das Berliner Abgeordnetenhaus mit den Stimmen von SPD und CDU die Gründung des angekündigten Stadtwerks unter dem Dach der Berliner Wasserbetriebe. Die Opposition kritisierte die kurzfristig angesetzte Abstimmung; weder sei dem Parlament im Vorfeld ausreichend Zeit zur Beratung gegeben worden, noch sei die Finanzierung des Vorhabens geklärt. Zudem betrachte man die Fassung eines solchen Beschlusses so kurz vor einem Volksentscheid zum gleichen Thema als „grobe Missachtung der Volkssouveränität“. Auch die Initiative Berliner Energietisch kritisierte den Beschluss, sprach von einem „Abfanggesetz“ und der Gründung eines „Ministadtwerks“, das „allein dem taktischen Ziel [diene], dem Volksentscheid den Wind aus den Segeln zu nehmen“.

## Inhalt des Volksentscheids

### Überblick
Abgestimmt wurde über den Entwurf des Gesetzes für die demokratische, ökologische und soziale Energieversorgung in Berlin (Energie VG), der im Wesentlichen folgende Zielsetzung verfolgt:
- Errichtung von Stadtwerken als Anstalt öffentlichen Rechts, um Strom aus erneuerbaren Energien zu erzeugen und Energieeinsparmöglichkeiten zu nutzen
- Errichtung einer Netzgesellschaft als Anstalt öffentlichen Rechts mit dem Ziel, die Stromnetze zum 1. Januar 2015 zu übernehmen
- Entgegenwirken von Energiearmut (Energiearmut ist der mangelnde Zugang zu bezahlbaren Energiedienstleistungen)
- Schaffung von demokratischen Beteiligungsmöglichkeiten durch Direktwahl des Verwaltungsrats, Initiativrecht und Versammlungen

### Im Einzelnen
Der Gesetzentwurf sieht vor, Stadtwerke und eine Netzgesellschaft als Anstalt öffentlichen Rechts zu errichten. Zweck der Netzgesellschaft soll die Übernahme der Stromnetze zum 1. Januar 2015 sein. Wenn ein landeseigener Betrieb den Zuschlag in dem laufenden Vergabeverfahren für das Stromnetz erhält, soll dieser Betrieb in der neuen Netzgesellschaft aufgehen. Die Stadtwerke sollen dazu beitragen, dass langfristig die Energieversorgung Berlins vollständig aus dezentral erzeugten erneuerbaren Energien erfolgt. Daneben enthält der Gesetzentwurf auch soziale und demokratische Vorgaben.

#### Ökologische Inhalte
Die Stadtwerke sollen erneuerbare Energie erzeugen und vertreiben. Außerdem sollen sie ein integrierter Energiedienstleister sein, der auch Energieeinsparmöglichkeiten nutzt und Private bei Vorhaben zum Energiesparen und zur dezentralen Erzeugung von erneuerbaren Energien berät.
Die produzierte und vertriebene Energie soll zu 100 Prozent aus erneuerbaren Quellen stammen. Dazu sollen die Stadtwerke dezentrale Erzeugungskapazitäten aufbauen. Für einen Übergangszeitraum sollen auch hoch effiziente Kraft-Wärme-Kopplungs-Anlagen zulässig sein.
Die Netzgesellschaft soll neben dem Betrieb des Netzes auch für dessen Ausbau entsprechend den sich ändernden Produktions- und Verbrauchsstrukturen sorgen. Insbesondere soll sie den zügigen Anschluss und die Einspeisung erneuerbarer Energien ermöglichen.

#### Soziale Inhalte
Die Stadtwerke sollen neben der Versorgung der Einwohner mit Energie auch die Aufgabe erhalten, Energiearmut entgegenzuwirken. Stromsperren sollen verhindert werden. Die Stadtwerke sollen für eine sozial verträgliche Gestaltung der energetischen Gebäudesanierung sorgen und für einkommensschwache Haushalte die Anschaffung sparsamer Haushaltsgeräte fördern.
Allen bisher im Netzbetrieb Beschäftigten soll die Übernahme durch die zu gründende Netzgesellschaft angeboten werden. Die bestehenden Tarifverträge und Betriebsvereinbarungen sollen übernommen werden. Die Zahl der Beschäftigten soll während der Laufzeit des Konzessionsvertrags stabil bleiben.

#### Demokratische Inhalte
Der Gesetzentwurf enthält mehrere Regelungen zu Bürgerbeteiligung und Transparenz:
Direktwahl des Verwaltungsrats
Stadtwerke und Netzgesellschaft sollen jeweils durch einen 15-köpfigen Verwaltungsrat kontrolliert werden. Diesem sollen jeweils der Wirtschafts- und der Umweltsenator sowie sieben Beschäftigtenvertreter angehören, außerdem sechs Verwaltungsratsmitglieder, die von allen in Berlin gemeldeten Einwohnern direkt gewählt werden.
Initiativrechte
Der Gesetzentwurf sieht direkte Einflussmöglichkeiten zwischen den Wahlgängen für die Bevölkerung vor: Eine Initiative kann verlangen, vom Verwaltungsrat angehört zu werden, wenn sie 3000 Unterschriften vorlegt. Der Verwaltungsrat muss dann innerhalb von drei Monaten über den Vorschlag entscheiden. Werden 5000 Unterschriften für ein Anliegen vorgelegt, muss der Verwaltungsrat dazu eine Kundenbefragung durchführen, deren Ergebnis aber nicht verbindlich ist.
Versammlungen
Für das Land Berlin sowie in jedem Bezirk soll mindestens einmal jährlich eine Versammlung zur Erörterung der Angelegenheiten der Stadtwerke und der Netzgesellschaft stattfinden. Empfehlungen der Versammlungen müssen innerhalb von drei Monaten vom Verwaltungsrat behandelt werden. Auf Initiative aus der Bevölkerung können weitere Versammlungen einberufen werden.
Ombudsperson
Stadtwerke und Netzgesellschaft sollen jeweils eine Ombudsperson benennen, die als Beschwerdestelle für Kunden und Beschäftigte dient.
Transparenz
Der Gesetzentwurf strebt weitgehende Transparenz an. Sitzungen des Verwaltungsrates sollen öffentlich sein. Insbesondere sind die Tagesordnung der Sitzungen, gefasste Beschlüsse sowie Berichte der Geschäftsführung im Internet zu veröffentlichen.

## Stellungnahme des Berliner Senates und des Berliner Abgeordnetenhauses
Sowohl der Berliner Senat wie auch das Abgeordnetenhaus (mit den Stimmen der Regierungskoalition aus SPD und CDU) empfahlen die Ablehnung des Volksentscheides.
In seiner Stellungnahme hielt der Berliner Senat den zur Abstimmung gestellten Gesetzentwurf „in wesentlichen Teilen für überflüssig und in anderen Teilen für falsch“. Insbesondere wurden drei Argumente angeführt:
Zum einen werden erhebliche Haftungsrisiken für den Berliner Haushalt identifiziert. Durch die vorgeschlagene Gründung eines Stadtwerks als Anstalt öffentlichen Rechts (AöR) wäre Berlin direkt und vollumfänglich haftbar, im Gegensatz zu den nach Berliner Betriebegesetz handelnden landeseigenen Betrieben wie der Berliner Stadtreinigung oder den Berliner Verkehrsbetrieben. Außerdem sei die Kontrolle der zu gründenden Gesellschaft mangelhaft, da die Aufsicht über Verwaltungsräte erfolge, die wiederum selbst Vergütungen und haftungsrechtliche Entlastungen festlegen könnten. Die Zusammensetzung des Verwaltungsrates, in dem nur 2 Senatoren die öffentliche Kontrolle durch gewählte Mandatsträger repräsentieren würden, wurde kritisiert. Abgeordnete hätten keinen Sitz in diesen Kontrollgremien, insofern wäre der Haftungsträger nicht angemessen repräsentiert. Zusammen mit den umfassenden Förderzusagen, die in dem zur Abstimmung gestellten Konzept gemacht seien, wird die Konzeption als verlustanfällig angesehen, da dem vorgeschlagenen Stadtwerk unwirtschaftliches Handeln erlaubt sei.
Berlin habe außerdem bereits einen Netzbetrieb gegründet, insofern sei die Gründung eines weiteren Netzbetreibers überflüssig. Der Landesbetrieb Berlin Energie beteilige sich seit 2012 am laufenden Vergabeverfahren für das Berliner Stromnetz, eine neu gegründete Anstalt könne sich an diesem Verfahren nicht mehr beteiligen. An diesem Punkt wurde auch angezweifelt, inwieweit eine Fusion des zu gründenden Stadtwerks mit der bereits bestehenden Netzgesellschaft möglich sei, wie sie der Energietisch zur Entkräftung dieses Argumentes in Erwägung zog.
Der Gesetzentwurf des Energietisches verbessere auch nicht die Umwelt- und Klimaschutzpolitik. Aufgrund bundesgesetzlicher Regelungen hätten Netzbetreiber jedem Unternehmen diskriminierungsfreien Netzzugang zu gewähren. Auch wenn das Land Berlin das Netz kaufe, würden also Atom- oder Kohlestrom durch das Berliner Netz durchgeleitet. Die vom Energietisch verfolgte ausschließliche Versorgung Berlins mit Ökostrom ignoriere diese Tatsache. Auch sei das Ziel der Bürgerinitiative, das Berliner Energienetz fit für die dezentrale Einleitung von regenerativem Strom zu machen, bereits geltende Rechtslage und würde entsprechend umgesetzt.

## Abstimmungsergebnis
Größte Zustimmung des Volksentscheids gab es im Bezirk Friedrichshain-Kreuzberg (92,9 %); am wenigsten Zustimmung kam aus dem Bezirk Reinickendorf (73,3 %). Die höchste Wahlbeteiligung wies der Bezirk Friedrichshain-Kreuzberg (36,9 %) auf, während der Bezirk Marzahn-Hellersdorf (23,3 %) die niedrigste Beteiligung zu verzeichnen hatte.
| Nr. | Bezirk                     | Beteiligung (Stimmber.) | Ja (Teilnehmer) | Ja (Stimmber.) | Nein (Teilnehmer) | Ungültig (Teilnehmer) |
| --- | -------------------------- | ----------------------- | --------------- | -------------- | ----------------- | --------------------- |
| 1   | Mitte                      | 27,7 %                  | 87,1 %          | 24,1 %         | 12,7 %            | 0,2 %                 |
| 2   | Friedrichshain-Kreuzberg   | 36,9 %                  | 93,0 %          | 34,3 %         | 6,8 %             | 0,1 %                 |
| 3   | Pankow                     | 31,9 %                  | 88,2 %          | 28,1 %         | 11,7 %            | 0,2 %                 |
| 4   | Charlottenburg-Wilmersdorf | 31,1 %                  | 80,3 %          | 25,0 %         | 19,5 %            | 0,2 %                 |
| 5   | Spandau                    | 23,4 %                  | 75,7 %          | 17,8 %         | 24,1 %            | 0,2 %                 |
| 6   | Steglitz-Zehlendorf        | 32,9 %                  | 75,6 %          | 24,9 %         | 24,1 %            | 0,2 %                 |
| 7   | Tempelhof-Schöneberg       | 30,4 %                  | 81,2 %          | 24,7 %         | 18,6 %            | 0,2 %                 |
| 8   | Neukölln                   | 28,1 %                  | 84,3 %          | 23,7 %         | 15,5 %            | 0,3 %                 |
| 9   | Treptow-Köpenick           | 29,6 %                  | 85,6 %          | 25,4 %         | 14,2 %            | 0,2 %                 |
| 10  | Marzahn-Hellersdorf        | 23,3 %                  | 82,5 %          | 19,2 %         | 17,3 %            | 0,2 %                 |
| 11  | Lichtenberg                | 25,0 %                  | 84,7 %          | 21,1 %         | 15,1 %            | 0,3 %                 |
| 12  | Reinickendorf              | 26,8 %                  | 73,4 %          | 19,6 %         | 26,4 %            | 0,2 %                 |
| 13  | Berlin (insgesamt)         | 29,1 %                  | 83,0 %          | 24,1 %         | 16,8 %            | 0,2 %                 |

 Farben der Bezirksnummern: ehem. West-,  ehem. Ost-,  West/Ost-Fusionsbezirk 
 Farben der Ja-Stimmen: Anzahl Ja-Stimmen erreicht Mehrheit bzw. Quorum, Anzahl Ja-Stimmen erreicht Mehrheit bzw. Quorum nicht
Zusammenfassendes Ergebnis: Das Quorum von 25 Prozent aller Stimmberechtigten wurde mit 24,1 Prozent (tiefrotes Feld) verfehlt. Der Gesetzesentwurf wurde damit (trotz einer Zustimmung von 83 Prozent) nicht angenommen; der Volksentscheid ist aufgrund des Verfehlens des Quorums von 25 Prozent gescheitert.

## Rekommunalisierung 2021
Nach langjährigen Verhandlungen mit Vattenfall über eine Rekommunalisierung der Energienetze kaufte Berlin die Stromnetz Berlin GmbH im Jahr 2021 wieder zurück.